# Стивен Болдвин
Стивен Ендру Болдвин (енгл. Stephen Andrew Baldwin; Масапиква, 12. мај 1966) амерички је глумац, продуцент и редитељ.

## Детињство и младост
Рођен је 12. маја 1966. године у Масапикви. Најмлађи је син Керол Њуком и Александера Реја Болдвина Млађег. Његова старија браћа су Алек, Данијел и Вилијам. Одгајан је као католик. У средњој школи је учествовао у  рвачком тиму, заједно са Вилијамом. Такође има две старије сестре, Елизабет Кушлер и Џејн Сасо. Похађао је Америчку академију драмских уметности.

## Приватни живот
Живи у селу Најак са својом супругом, бразилском графичарком Кенјом Деодато Болдвин, коју је упознао 1987. и оженио 1990. године. Имају две ћерке, Алају и Хејли Бибер, које су манекенке.

## Филмографија

### Филм
| Улоге Стивена Болдвина |                |               |                |            |
| Година                 | Српски назив   | Изворни назив | Улога          | Напомена   |
| 1989.                  | Жртве рата     |               | војник         | непотписан |
| 1989.                  | Рођен 4. јула  |               | Били Ворсович  |            |
| 1995.                  | Дежурни кривци |               | Мајкл Макманус |            |
| 2007.                  | Фред Мраз      |               | себе           |            |

### Телевизија
| Улоге Стивена Болдвина |                          |               |              |           |
| Година                 | Српски назив             | Изворни назив | Улога        | Напомена  |
| 2005.                  | Место злочина: Лас Вегас |               | Џеси Ејчесон | 1 епизода |